# Lago di Morghirolo
Il Lago di Morghirolo è un lago del Canton Ticino, in Svizzera . La sua superficie è 12,1636 ha (30,057 acri)   . 
Il lago è raggiungibile a piedi da Dalpe o da Polpiano.